# Текарево
Текарево — деревня в Белозерском районе Вологодской области.
Входит в состав Глушковского сельского поселения, с точки зрения административно-территориального деления — в Глушковский сельсовет.
Расположена на берегу озера Текарево. Расстояние по автодороге до районного центра Белозерска — 23 км, до центра муниципального образования деревни Глушково — 16 км. Ближайшие населённые пункты — Большое Кожино, Малое Кожино, Пушкино.
По данным переписи в 2002 году постоянного населения не было.